# Dutch Juniors 1997
Das Dutch Juniors 1997 fand als bedeutendstes internationales Nachwuchsturnier der Niederlande im Badminton vom 6. bis zum 9. März 1997 in Duinwijck, Haarlem, statt.

## Medaillengewinner
| Disziplin    | Gold                          | Silber                        | Bronze                            |
| ------------ | ----------------------------- | ----------------------------- | --------------------------------- |
| Herreneinzel | Keita Masuda                  | Kasper Ødum                   | Kasper Fangel                     |
| Herreneinzel | Keita Masuda                  | Kasper Ødum                   | Taufik Hidayat                    |
| Dameneinzel  | Tine Rasmussen                | Kaori Mori                    | Satomi Igawa                      |
| Dameneinzel  | Tine Rasmussen                | Kaori Mori                    | Hiroko Nagamine                   |
| Herrendoppel | Keita Masuda Tadashi Ohtsuka  | Thomas Røjkjær Tommy Sørensen | Kasper Ødum Ove Svejstrup         |
| Herrendoppel | Keita Masuda Tadashi Ohtsuka  | Thomas Røjkjær Tommy Sørensen | Heo Hyung-sun Jung Sung-kyun      |
| Damendoppel  | Britta Andersen Jane Jacoby   | Satomi Igawa Hiroko Nagamine  | Mika Anjo Kaori Mori              |
| Damendoppel  | Britta Andersen Jane Jacoby   | Satomi Igawa Hiroko Nagamine  | Katy Brydon Alison Reed           |
| Mixed        | Ove Svejstrup Britta Andersen | Kristian Langbak Lene Mørk    | Joachim Tesche Kathrin Piotrowski |
| Mixed        | Ove Svejstrup Britta Andersen | Kristian Langbak Lene Mørk    | Andreas Wölk Wiebke Schrempf      |

## Finalergebnisse
| Disziplin    | Sieger                        | Finalist                      | Ergebnis           |
| ------------ | ----------------------------- | ----------------------------- | ------------------ |
| Herreneinzel | Keita Masuda                  | Kasper Ødum                   | 15–12, 15–17, 15–9 |
| Dameneinzel  | Tine Rasmussen                | Kaori Mori                    | 11–3, 9–12, 11–4   |
| Herrendoppel | Keita Masuda Tadashi Ohtsuka  | Thomas Røjkjær Tommy Sørensen | 15–13, 15–10       |
| Damendoppel  | Britta Andersen Jane Jacoby   | Satomi Igawa Hiroko Nagamine  | 10–15, 15–4, 15–6  |
| Mixed        | Ove Svejstrup Britta Andersen | Kristian Langbak Lene Mørk    | 15–8, 15–3         |